# Белорусский государственный технологический университет
Белорусский государственный технологический университет — высшее учебное заведение Минска. Основной профиль — подготовка инженеров для химической и лесной промышленности, специалистов в области издательского дела и полиграфии, научные исследования в различных областях химической и лесной промышленности. Также осуществляется обучение по экономическим, компьютерным специальностям, готовятся специалисты по автоматизации производственных процессов, машинам и аппаратам химической и лесной промышленности.

## Краткая история

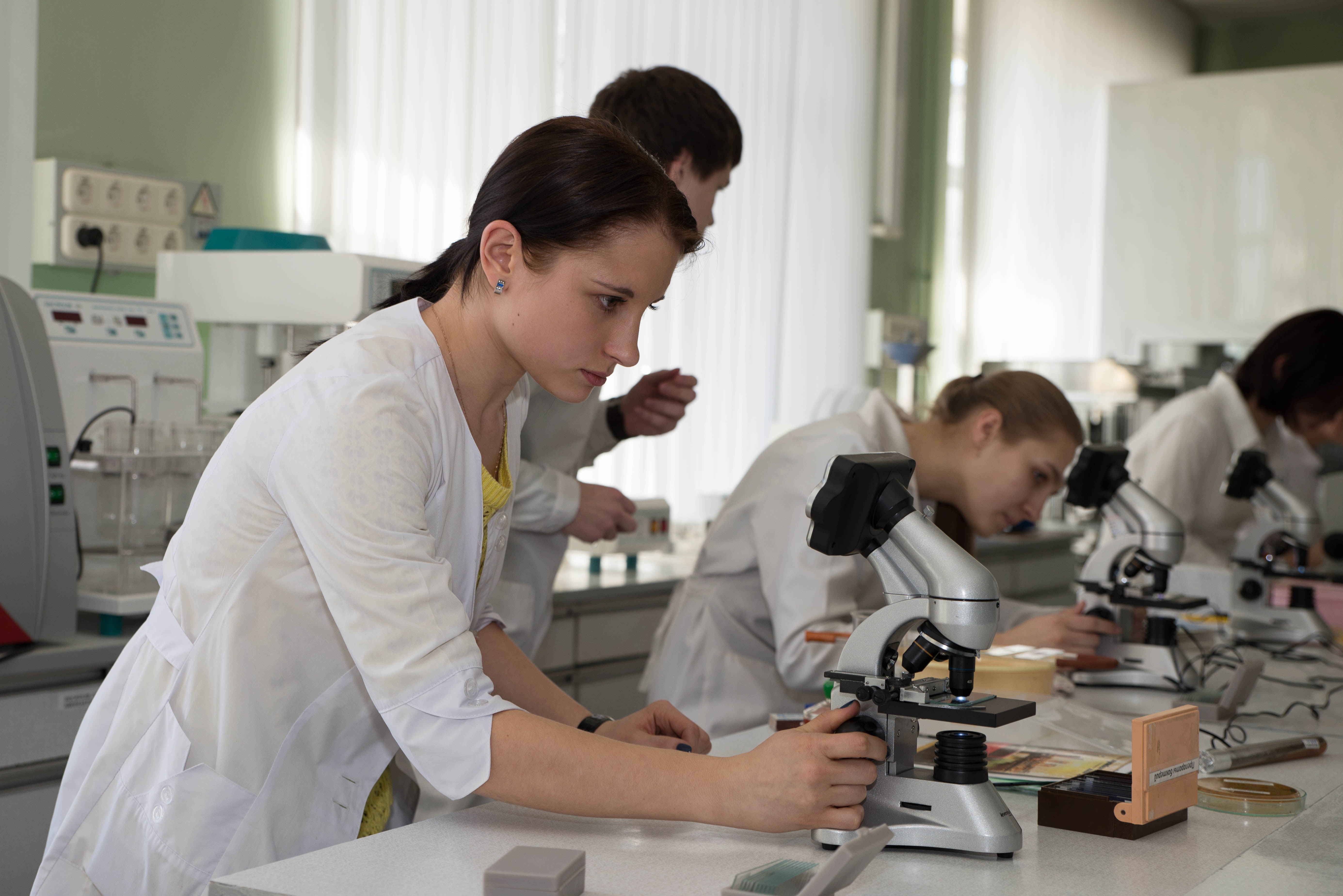
В лабораториях БГТУ

1930 — По постановлению Объединённого заседания Совета народных комиссаров и экономического Совета БССР от 21 июня 1930 года № 50 был организован Лесной институт, который был открыт в г. Гомеле. Директор Калманович.
1934 — Переименован в Белорусский лесотехнический институт (с 1935 — имени С. М. Кирова).
В это время в институте трудились академик Шкатэла, профессора Новиков, Каратков, Захаров, Житов, Шракин, Роговой.
1941 — Эвакуирован в Свердловск. В 1944 вернулся в Гомель.
1946 — Институт переехал в Минск.
1961 — В 1961 г. приказом Министра высшего образования СССР № 189 от 15.6.1961 г. институт реорганизован из Белорусского Лесотехнического института в Белорусский технологический институт им. С. М. Кирова.
1980 — В 1980 году Указом Президиума Верховного Совета СССР от 20 октября 1980 г. № 1189 в год своего 50-летия за большие заслуги в подготовке инженерных и научных кадров, а также развитие научных исследований БТИ им. С. М. Кирова был награждён орденом Трудового Красного Знамени.
1993 — 16 ноября 1993 г. постановлением Совета министров Республики Беларусь № 784 Белорусский технологический институт имени С. М. Кирова преобразован в Белорусский государственный технологический университет. В 1997 и 2004 гг. он успешно прошёл государственную аттестацию, а в октябре 2005 г. ему присвоен статус ведущего высшего учебного заведения в лесной, химической и полиграфических отраслях.
2004 — решением Министерства образования № 488 БГТУ выдано специальное разрешение (лицензия) № 02100/0111989 на право осуществления образовательной деятельности.
2009 — БГТУ первым в Беларуси получил Международный сертификат системы менеджмента качества по стандарту ИСО 9001.
2010 — за особые достижения в социально-культурном развитии, многолетнюю плодотворную деятельность по подготовке высококвалифицированных кадров и в связи с 80-летием со дня основания БГТУ награждён Почётным государственным флагом Республики Беларусь.
2011 — БГТУ вручена Премия Правительства Республики Беларусь за достижения в области качества.
В марте 2013 года принято постановление Совета Министров, согласно которому пять колледжей (Полоцкий государственный лесной колледж, Витебский государственный технологический колледж, Белорусский государственный колледж промышленности строительных материалов и др.) присоединены к БГТУ как обособленные подразделения.
В марте 2015 года БГТУ выдано свидетельство об аттестации временем на 5 лет и подтверждена его государственная аккредитация на соответствие типу университет.
В 2021 году в БГТУ открылась военная кафедра.

## Факультеты и отделения

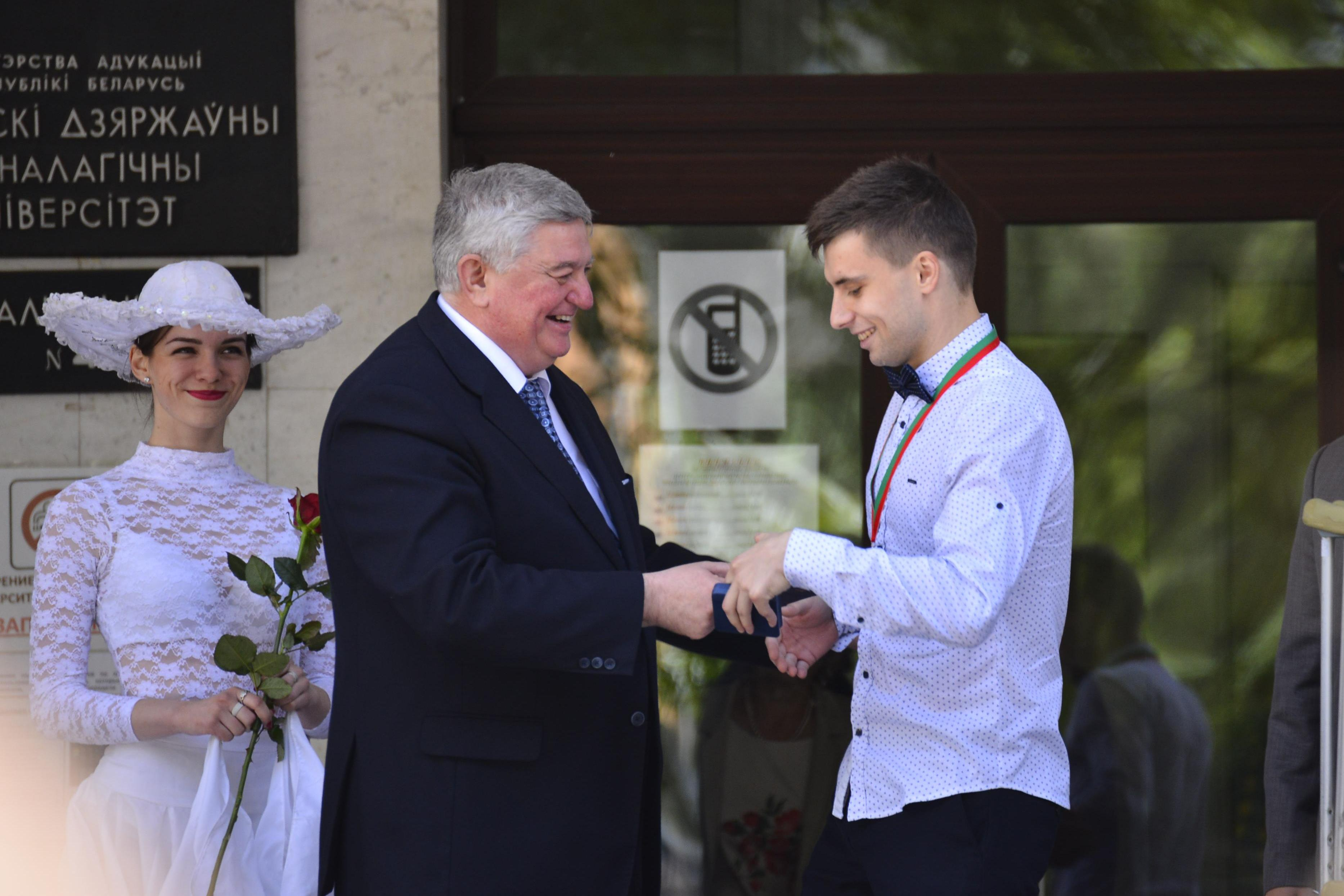
Ректор БГТУ, профессор И. В. Войтов награждает выпускника медалью университета

- Факультет химической технологии и техники (ХТиТ)
- Факультет лесной инженерии, материаловедения и дизайна (ЛИД)
- Факультет технологии органических веществ (ТОВ)
- Факультет принттехнологий и медиакоммуникаций (ПиМ)
- Лесохозяйственный факультет (ЛХФ)
- Инженерно-экономический факультет (ИЭФ)
- Факультет информационных технологий (ФИТ)
- Факультет заочного образования (ФЗО)
- Подготовительное отделение
- Отделение общественных профессий
- Институт повышения квалификации и переподготовки кадров (ИПКиП)
- Отдел по работе с иностранными гражданами

## Кафедры
Общая численность ежегодно обучающихся и работающих в университете более 13000 человек. Из них 10950 студентов, 628 преподавателей, среди которых 62 доктора наук, 395 кандидатов наук, 48 профессоров и 254 доцента.
В состав университета входят 48 кафедр, 10 факультетов, отдел по работе с иностранными гражданами, подготовительные курсы, Негорельский учебно-опытный лесхоз с лесодекоративным питомником, ботанический сад, учебно-производственный лесоперерабатывающий комплекс, Борисовская научно-учебная экспериментальная база, 12 лицейных классов по республике, технологическая гимназия, 2 учебно-методических объединения вузов, испытательный центр экологического контроля, ассоциированный международный центр ЮНЕСКО по химии и химическому образованию, издательско-полиграфический центр и др. Кроме этого, в качестве отдельного подразделения можно выделить Центр физико-химических методов исследования, в рамках которой осуществляются следующие исследования: атомно-абсорбционная спектроскопия, высокоэффективная жидкостная хроматография и хромато-масс-спектрометрия, газовая хроматография, ИК-спектроскопия, определение удельной поверхности и пористости, сканирующая электронная микроскопия с химическим микроанализом, рентгенофазовый анализ и др.

## Руководство БГТУ
Ректор БГТУ — Войтов Игорь Витальевич, д.т. н.
- Первый проректор — Сакович Андрей Андреевич
- Проректор по научной работе — Флейшер Вячеслав Леонидович
- Проректор по воспитательной работе — Гапанюк Дмитрий Владимирович
- Проректор — Шалимо Пётр Владимирович
- Проректор — Бахматов Игорь Андреевич
- Проректор по учебной работе — Гаврилюк Андрей Николаевич
- Секретарь Совета БГТУ — Ленартович Лилия Алексеевна

Почётный ректор БГТУ — Жарский Иван Михайлович

## Известные преподаватели
- Наркевич Иван Иванович
- Полуян Иван Васильевич
- Рассадин Сергей Евгеньевич
- Роговой Павел Прокофьевич
- Орленко Михаил Иванович
- Белодед Николай

## Студенческий городок

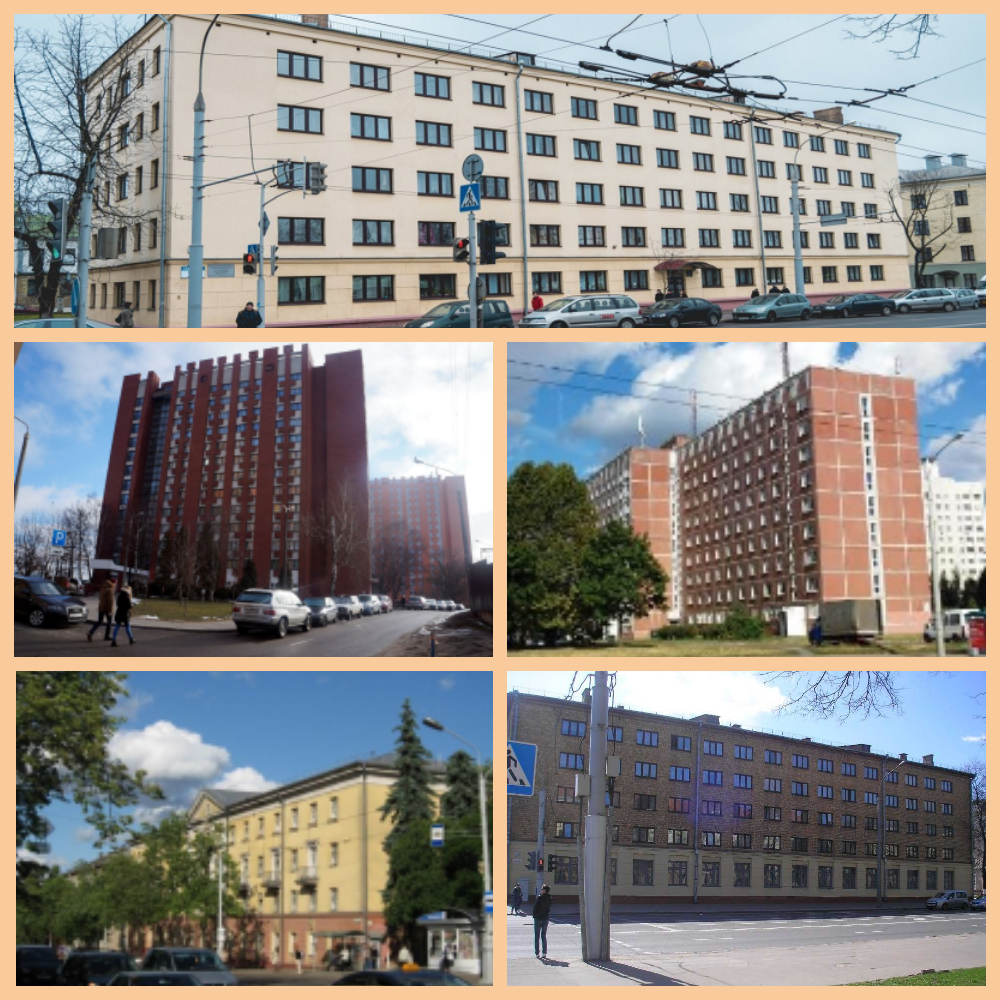
Студенческий городок БГТУ

Студенческий городок — подразделение Белорусского государственного технологического университета, направленное на обеспечение жильём иногородних студентов, магистрантов, аспирантов и сотрудников университета. В структуру Студенческого городка входит 7 общежитий с суммарным количеством проживающих около 4000 человек.
Список общежитий:
- Общежитие № 1 на ул. Бобруйская, 25
- Общежитие № 2 на ул. Ульяновская, 33
- Общежитие № 3 на ул. Бобруйская, 27
- Общежитие № 4 на ул. Белорусская, 19
- Общежитие № 5 на ул. Белорусская, 21
- Общежитие БГКПСМ на ул. Гурского, 23
- Общежитие №19 БНТУ на ул. Академика Высоцкого, 9[5]